# Thinophilus diminuatus
Thinophilus diminuatus är en tvåvingeart som beskrevs av Becker 1922. Thinophilus diminuatus ingår i släktet Thinophilus och familjen styltflugor. Inga underarter finns listade i Catalogue of Life.